# Lucjusz Arruntiusz Kamillus Skrybonianus
Lucius Arruntius Camillus Scribonianus (zm. 41 n.e.) – uzurpator, który próbował obalić cesarza Klaudiusza w 41 n.e.
Skrybonianus był prawdopodobnie synem (lub wnukiem) Marka Furiusza Kamillusa, bratem Liwii Medulliny, drugiej narzeczonej Klaudiusza i potomkiem zdobywcy Wejów. Został adoptowany przez Lucjusza Arruntiusza Młodszego, który był konsulem w 6 n.e. Skrybonianus został konsulem w 32 n.e. razem z Gnejuszem Domicjuszem Ahenobarbusem, ojcem Nerona.
W 41 n.e. po śmierci Kaliguli był brany pod uwagę jako jego następca. Mimo bliskich związków z Klaudiuszem wzniecił przeciwko niemu rebelię. Pełnił wtedy rolę cesarskiego legata w Dalmacji. Gdy wojska Legio VII Macedonica i Legio XI ogłosiły go imperatorem, w Rzymie oczekiwał jego przybycia wpływowy senator Anniusz Winicjanus wtajemniczony w spisek mający na celu obalenie Klaudiusza. Przewrót nie powiódł się, gdyż Skrybonianus ogłosił zamiar przywrócenia republiki, co spowodowało odwrócenie się od niego wojska. Uciekł więc na wyspę Issa, gdzie popełnił samobójstwo lub został zamordowany przez żołnierza Wolaginiusza. Według Swetoniusza uzurpacja miała trwać pięć dni.
Synowi Skrybonianusa pozwolono pełnić urząd kwestora w 49 n.e.

## Źródła
- Kasjusz Dion: Historia rzymska. Brak numerów stron w książce
- Swetoniusz: Żywoty Cezarów. Przekład i wstęp Janina Niemirska-Pliszczyńska, przedmowa Józef Wolski. Wrocław: Zakład Narodowy im. Ossolińskich, 1987. ISBN 83-04-01648-6.
- Tacyt: Dzieła. Tłumaczenie Seweryn Hammer. Warszawa: Czytelnik, 2004. ISBN 83-07-02993-7. Brak numerów stron w książce